# 欧特库尔-罗马内什
欧特库尔-罗马内什（法語：Hautecourt-Romanèche，法語發音：[otkuʁ ʁɔmanɛʃ]）是法国东部安省的一个市镇，属于布雷斯地区布尔格区。该市镇于1972年由原市镇欧特库尔（Hautecourt）和罗马内什（Romanèche）合并而成。

## 地理
欧特库尔-罗马内什（46°9'35"N, 5°25'3"E）面积21.6 平方千米，位于法国奥弗涅-罗讷-阿尔卑斯大区安省，该省份为法国东部省份，北起汝拉省，西北接索恩-卢瓦尔省，西接罗讷省和里昂大都会，南至伊泽尔省，东与萨瓦省、上萨瓦省和瑞士接壤。
与欧特库尔-罗马内什接壤的市镇（或旧市镇、城区）包括：博洛宗、锡兹、大科朗、博阿-梅里亚-里尼亚、蓬桑、安河畔塞里耶尔、维勒勒韦叙尔。

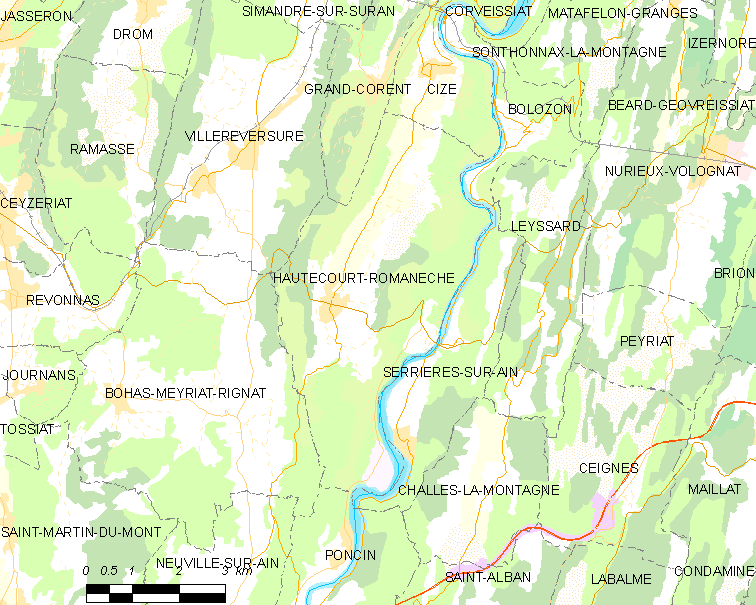
欧特库尔-罗马内什的OSM定位图

欧特库尔-罗马内什的时区为UTC+01:00、UTC+02:00（夏令时）。

## 行政
欧特库尔-罗马内什的邮政编码为01250，INSEE市镇编码为01184。

## 政治
欧特库尔-罗马内什所属的省级选区为圣艾蒂安迪布瓦县。

## 人口

1962-2008年间欧特库尔-罗马内什人口变化图示

欧特库尔-罗马内什于2022年1月1日时的人口数量为754人。